# Carmelo Larrea
Carmelo Larrea Carricarte (Bilbao, 7 de julio de 1908-Madrid, 2 de febrero de 1980) fue un compositor español cuyas canciones populares incluyeron los éxitos "Camino Verde" "Dos Cruces" "Las tres cosas" y "Puente de Piedra".

## Primeros años
Desempeñó diversos trabajos durante su adolescencia, sin dejar su afición por la música que tuvo. Durante cinco años trabajó en el circo, haciendo con otros dos muchachos un trío musical de piano, violín y concertina. Al estallar la guerra civil abandona el circo definitivamente. Después de participar en la Guerra civil española, se incorpora a una banda de Sevilla, también tocando el saxofón en el barrio de Santa Cruz. En esta época comienza a componer. Para entonces ha participado en el circo de los hermanos Carrey, el Corzana y el Feijoo.

## Alcance a la fama
Comienza a trabajar para el cantante Antonio Machín, para quien compone muchas de sus canciones. Machín es quien estrena en 1941 el primer éxito de Larrea, Noche triste, que es acogido en la sociedad española de posguerra con afición clamorosa. A partir de entonces no cesará su producción: entre las primeras canciones está también Las doce en punto, Un año más y es coautor al español del pasodoble No te puedo querer, de los músicos franceses Michel Vaucaire y Charles Dumont.
Después se muda a Madrid en el hotel de la Marina. Aquí aparece Dos cruces, una de sus canciones más populares, cuyo nombre original fue Soledad, y que en la voz de Jorge Gallarzo y en un festival musical salta al éxito. De Dos cruces se han hecho más de ochenta versiones distintas, se ha traducido a numerosas lenguas extranjeras -se canta en francés, inglés, alemán, incluso en japonés- y aparece en cinco películas, la última de ellas siendo La niña de luto. Cantantes como María Dolores Pradera la llevaron mucho tiempo en su repertorio. Expresamente para Angelillo, y para la película Suspiros de Triana, compuso el clásico Camino verde, que es otra señal inequívoca de una época española.

## Muerte
Tras nueve años de trabajar por diversos países de América, va a Londres, donde se incorpora a la orquesta del barco israelí Nili, que hizo cruceros turísticos por los países nórdicos. Luego regresa a vivir definitivamente a Madrid, con su esposa, Josefina Reguilón. Fallece el 2 de febrero de 1980 a las cuatro de la mañana víctima de un infarto de miocardio, Contaba con 72 años.